# Velociraptor mongoliensis
A Velociraptor mongoliensis egy Theropoda dinoszauruszfaj, a Velociraptor típusfaja.
Ez az egyik legismertebb dinoszaurusz. Sikerét az Őslényparknak köszönheti, melyben a Tyrannosaurus rex mellett ez a faj is főszerepet kapott. Egy értékes, és páratlan fosszília egy Velociraptor mongoliensis, és egy Protoceratops andrewsi küzdelmét örökítette meg. Elsőnek Osborn készített róla leírást Ovoraptor djadochtari néven.

## Leírása
Az állat 2,07 méter hosszú volt, csípőmagassága 0,5 méter. Tömege 15–19,7 kilogramm lehetett. 2007-ben, Alan Turner, Peter Makovicky és Mark Norell őslénykutatók, kollégáikkal együtt tollszár csomókról számoltak be egy Mongóliából előkerült jól megőrződött Velociraptor mongoliensis mellső lába esetében, igazolva a tollak jelenlétét ennél a fajnál. Hátcsigolyák és a hozzá csatlakozó bordák keskeny törzset képeztek. A medenceöv köti össze gerincoszlopot a hátsó végtagokkal. Ezért tökéletes összhangban van a többi résszel. A hosszú szeméremcsont messzire előrenyúlik, így lehetségessé válik a helyváltoztatásban szerepet játszó izmok megtapadása is. Villacsontja erősen nyitott „V” alakot mutat. Keskeny törzse, és kecses hátsó lábai azt mutatják, hogy a futáshoz alkalmazkodott. A combcsontja erős, de rövidebb mint az alsó rész, amely a lábtővel együtt megnyúlt, így a lépés hossza is megnő. Hátsó lábai második ujjai módosultak. Ezen ujjakon nagy karmok helyezkedtek el. (E módosulat a dromaeosaurusok jellegzetességei.)  E karmok visszahúzhatók voltak, és 180°-ban el tudtak fordulni. A második lábujj csontszerkezete lehetővé tette, hogy az állat mindig felemelve tartsa karmát.  A farokcsigolyák nyúlványai különlegesen megnyúltak. Belőlük alakult ki a merev rácsozat, amelyre az izmok tapadtak. Futás közben a Velociraptor mongoliensis farka kormányként szolgált, és egyensúlyban tartotta az állatot. Nyakának jellegzetessége az S alakú görbület. Koponyája egyedülálló. „Lapos”, elnyúlt koponyája kétoldalt, az orr- részén enyhén homorú, és ebben különbözik a többi Dromaeosauridae-ától. A koponyán található különféle üregekben a harapáshoz szükséges izmok tapadtak meg. Fogai hátra hajlottak, és az élük recézett volt. A tudósok feltételezik, hogy kisebb csoportokban élt, és csoportosan vadásztak. A Velociraptor mongoliesist gondos szülőnek gondolják, bár erre utaló fosszíliákat még nem találtak.

## Képek

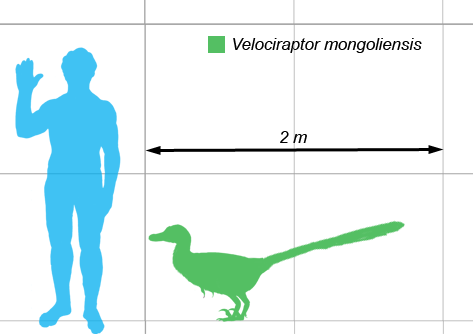
A Velociraptor mongoliensis és az ember méretének összehasonlítása
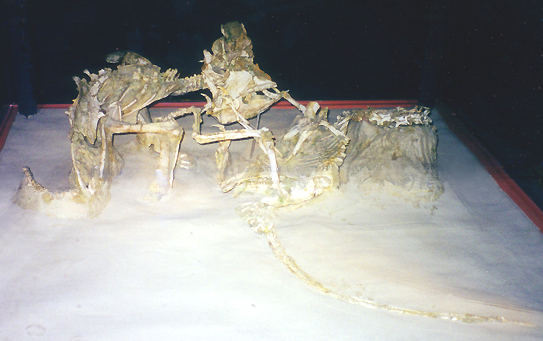
A „harcoló dinoszauruszok” fosszília
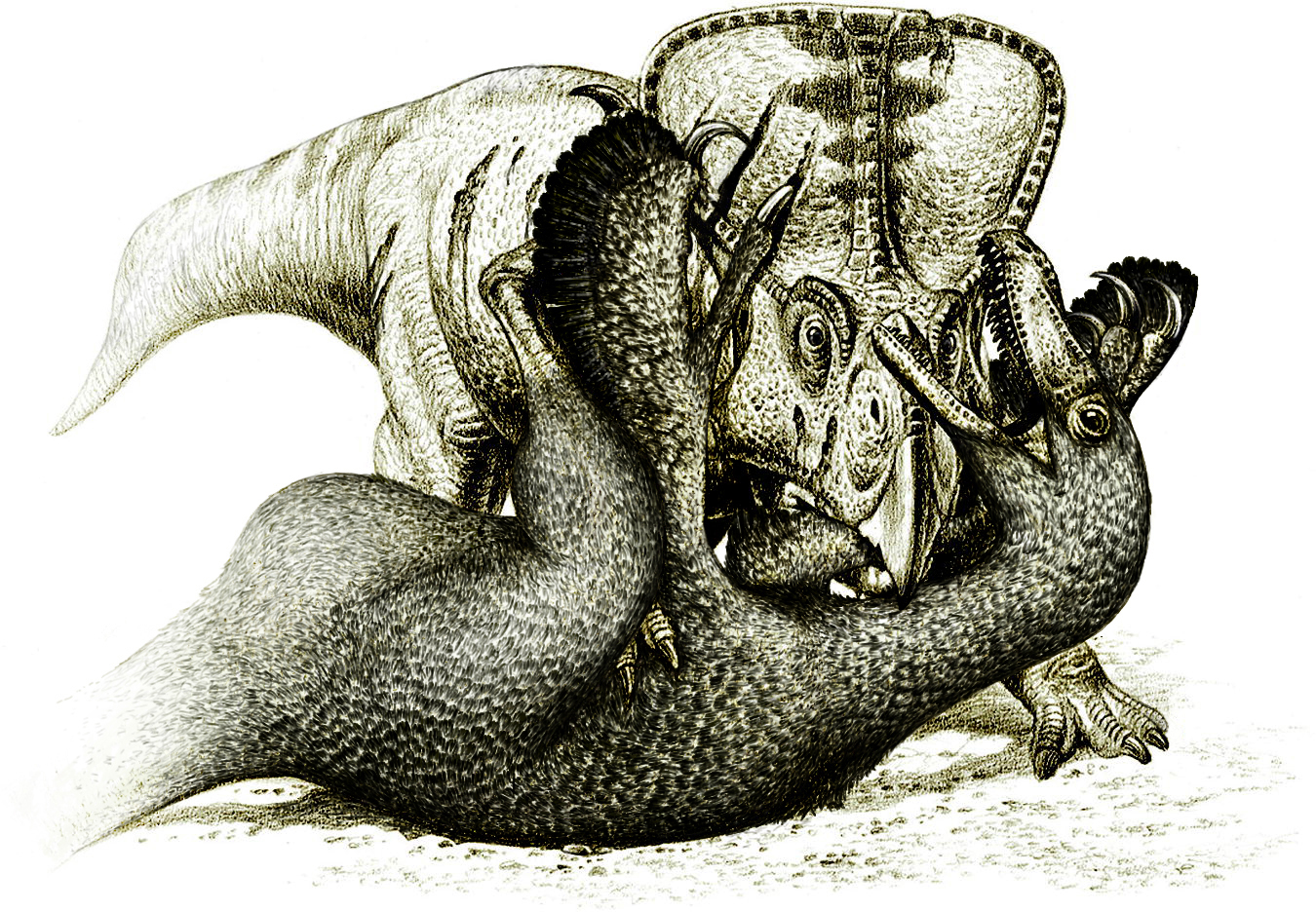
A fosszília alapján készített rekonstrukció
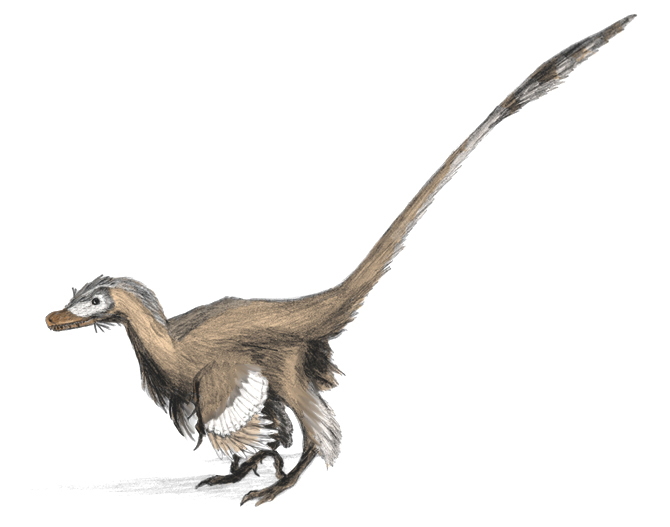
A Velociraptor mongoliensis tollakkal ábrázolt rekonstrukciója